# 第二次靳雲鵬內閣
第二次靳雲鵬內閣成立於民國9年（1920年）8月9日，結束於民國10年（1921年）5月14日。
1920年7月直皖戰爭結束，8月靳雲鵬在張作霖的力薦下再次受命組閣。靳雲鵬不需要再受制於段祺瑞和安福系勢力，但是卻要開始周旋於直系曹錕、奉系張作霖等人之間。他提出促進南北議和、裁軍、整飭綱紀、整頓財政的四大政治主張，但是由於和各省的實力派利益衝突，一項都沒能實現。
同時，靳雲鵬也在暗中和王占元、田中玉、陈樹藩等人計劃在直系和奉系之外，發展自己的獨立軍事力量，令曹錕和吳佩孚對靳雲鵬產生戒心，以致後來在湘鄂戰爭中，吳佩孚借力吃掉王占元的軍隊。
此次靳雲鵬內閣的倒台是因為和舊交通系的矛盾。靳雲鵬試圖除去內閣中的交通系成員——財政總長周自齊和交通總長葉恭綽，由李士偉和張志潭代替他們的職務，引起梁士詒等人的強烈不滿。靳雲鵬邀請曹錕和張作霖在天津召開會議，提議局部改組內閣，但是由於在法律上國務總理無權罷免各部總長的職務，因而靳令全體閣員集體辭職，方才成功。

## 內閣成員
| 職位     | 姓名   | 備注 |
| -------- | ------ | ---- |
| 國務總理 | 靳雲鵬 |      |
| 外交總長 | 顏惠慶 |      |
| 內務總長 | 张志潭 |      |
| 財政總長 | 周自齊 |      |
| 陸軍總長 | 靳雲鵬 | 兼任 |
| 海軍總長 | 薩鎮冰 |      |
| 農商總長 | 王迺斌 |      |
| 交通總長 | 葉恭綽 |      |
| 司法總長 | 董康   |      |
| 教育總長 | 范源濂 |      |